# 塞里岛
塞里岛位于中国东北地区辽东半岛东侧的黄海中，是长山群岛里长山列岛中的一座岛屿，属于辽宁省长海县大长山岛镇塞里村管辖。原名“涩梨岛”，以过去岛上多涩梨，故名。后按谐音逐渐演变为“塞里岛”。

## 地理
塞里岛位于大长山岛正南房3.8千米处，长2.16千米，最宽处1.1千米，海岸线长8.8千米，陆域面积1.4平方千米。最高点为位于东南岸的大顶山，海拔98.1米。塞里岛东南部岸线较平直，海岸陡峭；北岸岸线曲折，多岬角和海湾，岬角处海岸陡峭。周边海岸普遍为海蚀崖，海蚀崖前发育有砾石滩。